# Motorová jednotka 844
Motorové jednotky řady 844 jsou dvouvozové motorové jednotky vyráběné v letech 2011–2013 polskou železniční strojírnou PESA Bydgoszcz pro České dráhy, které je nazvaly RegioShark. Jde o českou variantu typu PESA Link II, tedy nejrozšířenější varianty typové rodiny PESA Link.

## Dodávky
Na konci roku 2010 bylo Českými drahami vypsáno výběrové řízení na dodávku 31 dvouvozových motorových jednotek v hodnotě 2 635 mil. Kč. Tyto jednotky mají být ze 40 % financovány z Regionálních operačních programů. Toto výběrové řízení vyhrála polská firma Pojazdy Szynowe PESA Bydgoszcz cenou 1 987 850 932 Kč, tedy 64,1 mil. Kč za kus.
Neúspěšný slovenský konkurent ŽOS Vrútky nabízel o miliardu vyšší cenu, tedy asi o pětinu nad cenou vyhlášenou v soutěži. Z českých výrobců se nepřihlásil žádný.
Smlouva o dodání 31 dvouvozových jednotek Českým drahám za 1,99 miliardy Kč byla podepsána 17. března 2011 a dodávka se uskutečnila v letech 2012-2014, poslední dodaná jednotka byla nasazena do provozu 5.2.2014. Prototyp 844.001 byl dopraven na jízdní zkoušky na Železniční zkušební okruh u Cerhenic 10. května 2012.
Ke květnu 2012 bylo již vyrobeno několik jednotek a probíhalo jejich testování na Železničním zkušebním okruhu, aby mohlo dojít k postupnému předávání jednotek Českým drahám. První předávky byly plánovány na podzim roku 2012 a koncem září ČD skutečně nasadily první čtyři, do konce roku má být nasazeno devět kusů. Podle smlouvy mezi polským výrobcem a Českými drahami má být všech 31 jednotek dodáno v letech 2012–2013.

## Technický popis

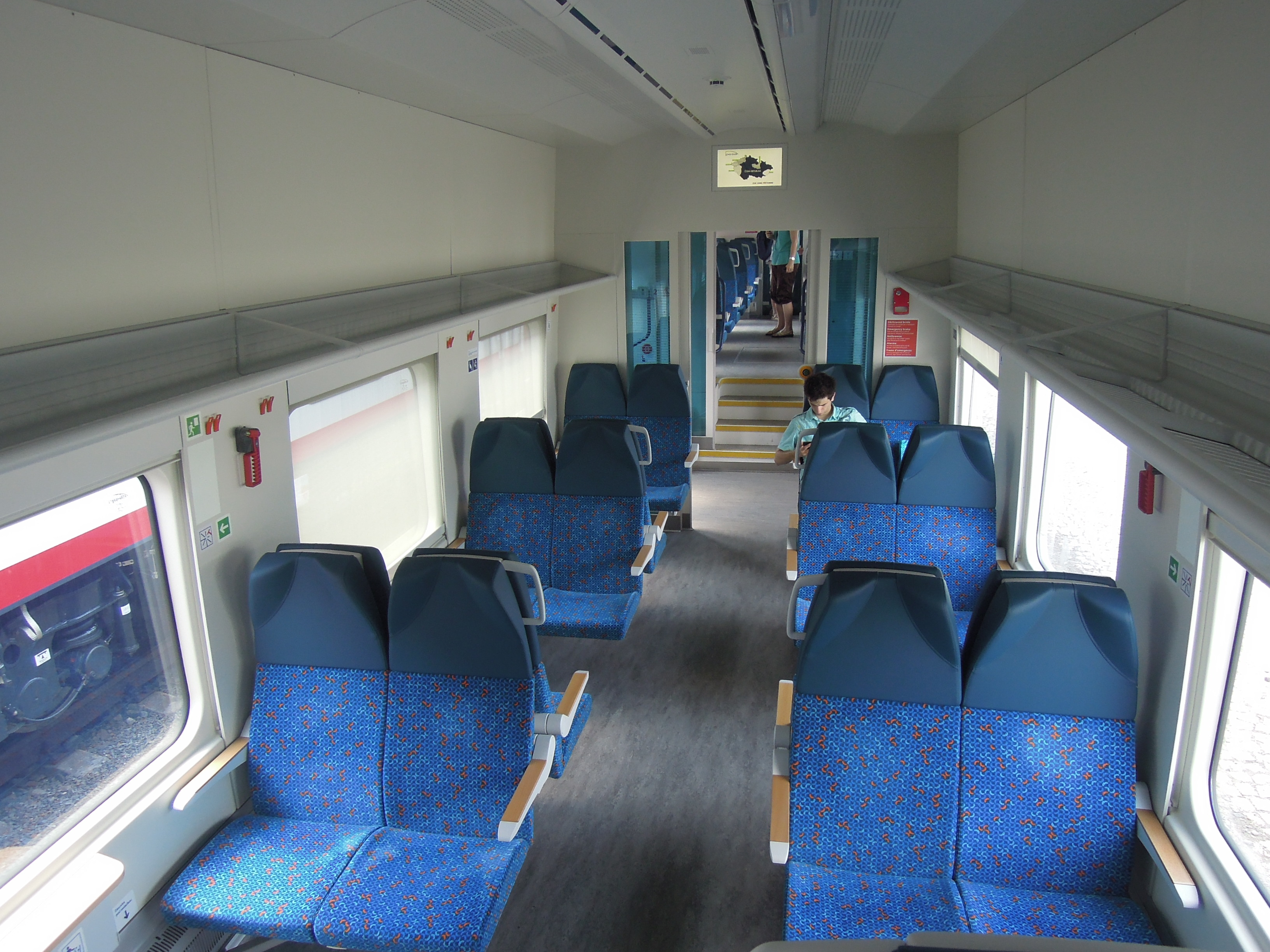
Interiér jednotky řady 844 RegioShark

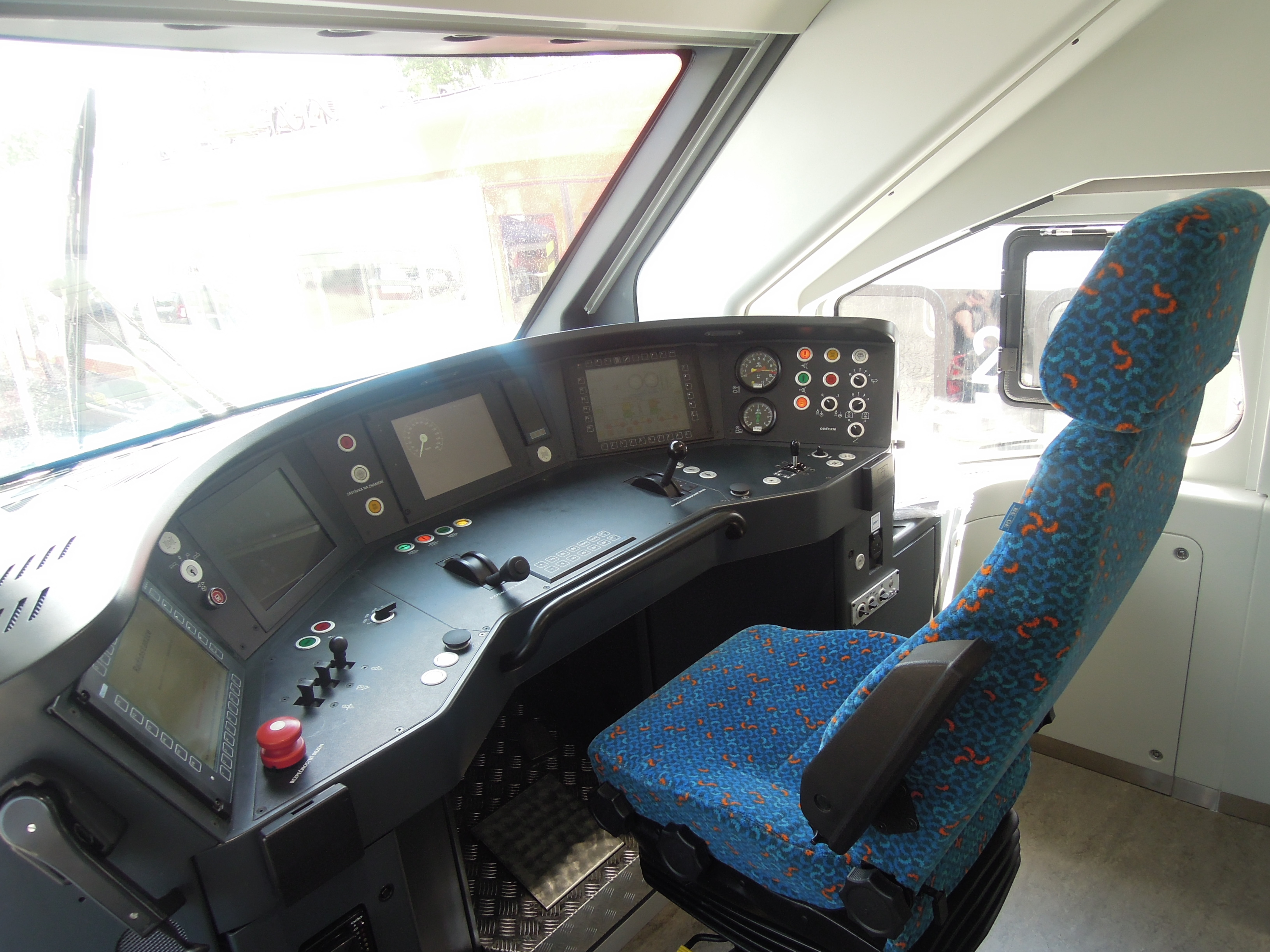
Stanoviště strojvedoucího

Jednotka se skládá ze dvou článků lehké stavby se společným Jakobsovým podvozkem. Vozové skříně jsou ocelové. Ke spojování jednotek slouží samočinné spřáhlo Scharfenberg.
Hnací agregáty jsou umístěny pod podlahou za krajními podvozky (směrem ke středu jednotky) a pohánějí vždy obě dvojkolí přilehlého podvozku, která jsou mechanicky spojená. Přenos výkonu je hydromechanický. Jakobsův podvozek je běžný.
Jednotky jsou vybavené klimatizací, oddílem 1. třídy, audiovizuálním informačním systémem pro cestující, oddíly pro přepravu kol a kočárků, toaletou přístupnou pro vozíčkáře a jsou částečně nízkopodlažní. Souprava disponuje 120 místy k sezení, z toho je 15 sedaček sklopných a 9 v 1. třídě, celková kapacita je 240 cestujících.
Nátěr většiny jednotek je proveden v duchu jednotného nátěrového schématu Českých drah od studia Najbrt, dvě jednotky jsou nově v laku Pardubického kraje. 
Díky svému specifickému vzhledu jednotka již získala mezi železničními příznivci přezdívku žralok a ČD pro ně vybraly pojmenování RegioShark.

## Provoz
Jednotky jsou dislokovány ve střediscích údržby (SÚ) Plzeň, Cheb, Valašské Meziříčí a Havlíčkův Brod, a to následovně:
- OCÚ Střed, SÚ Havlíčkův Brod: 030, 031 (celkem 2 jednotky, obě v laku Pardubického kraje)
- OCÚ Východ, SÚ Valašské Meziříčí: 003, 013, 014, 015, 020, 021, 022, 025, 026, 027, 028, 029 (celkem 12 jednotek)
- OCÚ Západ, SÚ Cheb: 001, 004, 005, 016, 017, 018, 019, 023, 024 (celkem 9 jednotek)
- OCÚ Západ, SÚ Plzeň: 002, 006, 007, 008, 009, 010, 011, 012 (celkem 8 jednotek, jednotka 006 byla v roce 2021 odstavena po nehodě u Milavčí)

Nasazovány jsou zejména na vytíženější osobní, případně spěšné vlaky v motorové trakci, zejména na vozební ramena (v závorce SÚ jednotek zajišťujících danou relaci):
- Pardubice – Havlíčkův Brod (Havlíčkův Brod)
- Cheb–Chomutov (Cheb)
- Cheb – Luby u Chebu (Cheb)
- Plzeň–Domažlice (Plzeň)
- Plzeň–Žihle (Plzeň)
- Kojetín – Rožnov pod Radhoštěm (Valašské Meziříčí)
- Vizovice – Otrokovice (– Kroměříž) (Valašské Meziříčí)